# AKI (Akademie für Kunst und Industrie)
Die AKI (Akademie für Kunst und Industrie) in Enschede war eine Fachhochschule (Hoger beroepsonderwijs/HBO) mit etwa 600 Studierenden und 80–90 Dozenten. Die Dozenten waren in Teilzeit (ein bis zwei Tage pro Woche) angestellt. Eine Bachelor- und Master-Ausbildung wurde angeboten. Mit dem Verlust der Eigenständigkeit wurde die AKI in ArtEZ Academie voor Art & Design Enschede umbenannt und dem 2002 gegründeten Hochschulverbund der östlichen Niederlande ArtEZ angegliedert.
Der Hauptstandort war am Roessinghsbleekweg 155. Nebengebäude gab es an der Borneostraat 16–22, am Twekkelerweg 124 und am Daalweg 73 in Enschede. Im Jahr 1998 zog die AKI auf den Campus der Universität Twente in das ehemalige Gebäude der Fakultät für Chemie am Hallenweg.

## Gründung und Geschichte

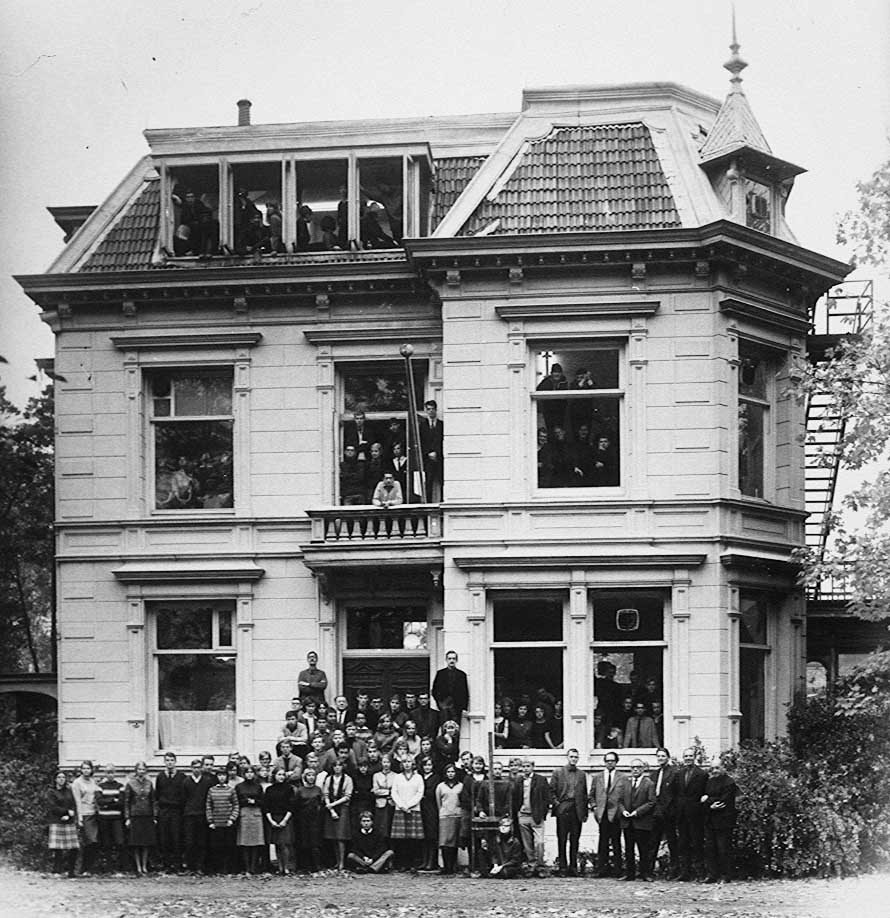
AKI 1964, Abschied vom Standort Hengelosestraat, Foto: Rutger ten Broeke

Die Akademie wurde 1949 durch mehrere Textilfabrikanten (in einer Villa an der Hengelosestraat in Enschede) gegründet. Während der Amtszeit der Direktoren Dirk de Leeuw (1949–1955) und Abraham Middelhoek (1955–1968) wurde eine höhere Berufsausbildung für Patroneure / Musterzeichner und parallel eine freie Künstlerausbildung angeboten. Nach dem Ende der Textilfabrikation in Enschede verlegte der neue Direktor (1968–1981) Joop Hardy den Ausbildungsschwerpunkt auf die autonome bildende Kunst. Direktor Sipke Huismans führte von 1981 bis 2002 diese Linie weiter, bis die AKI als selbstständiges Institut aufgelöst wurde.

## Zulassungsvoraussetzungen
Schulische Voraussetzung zur Zulassung für Studenten waren der Abschluss an einer der drei Schulformen: Mbo/ Abschluss an einer Realschule, Havo/ Fachabitur oder Vwo/ Abitur (siehe Bildungssystem in den Niederlanden). Außerdem gehörte zu den Zugangsvoraussetzungen die Aufnahmeprüfung an der Akademie.

## Dauer der Ausbildung
An der Fachhochschule wurde eine Bachelor- und Master-Ausbildung angeboten. Bis 1991 dauerte die Ausbildung zum Bachelor regulär fünf Jahre. Seit 1991 beträgt die reguläre Studienzeit vier Jahre. Innerhalb einer Studienzeit von sechs Jahren (bei einem Vollzeitstudium) musste die Abschlussprüfung abgelegt werden, sonst wurde das Studium als nicht bestanden bewertet.
Ein Teilzeitstudium für Studenten, die Avondschool / Abendschule, dauerte sechs Jahre (bis zum Abschluss als Bachelor).

## Studienablauf
Nach Ablauf des ersten Studienjahrs, das in Trimester aufgeteilt war, wurde von den Dozenten entschieden, welche Studenten geeignet waren, um in den Fachgruppen weiter zu studieren. Mindestens 15 % der Studenten mussten nach der Propedeuse/dem Einführungsjahr ihr Studium abbrechen. Im zweiten Jahr entscheidet sich der Student zwischen Design und Freier Kunst. Ab dem zweiten Jahr fand das Studium in Semestern statt und der Student schloss sich einer Fachgruppe an, in der sich Studenten aus dem 2. bis 4. Studienjahr befanden.

## Bewertung
Innerhalb von vier Jahren musste der Student eine Studienpunktezahl von 168 Punkten erreichen. Jeder Punkt stand für 40 Stunden Studienzeit (nicht Anwesenheit). Zum Semesterabschluss fand eine Werkschau statt, bei der erwartet wurde, dass der Student allen Dozenten der Fachrichtung Rede und Antwort zu seiner Arbeit steht.

## Studienrichtungen
- Architektur (niederländisch architectonische vormgeving)
- Bildhauerei (niederländisch beeldhouwen)
- Fotografie (niederländisch fotografie)
- Mischtechnik (niederländisch gemengde media)
- Grafik (niederländisch grafisch ontwerpen)
- Illustration (niederländisch illustratie)
- Medienkunst (niederländisch mediakunst)
- Mode (niederländisch modevormgeving)
- Kunst im öffentlichen Raum (niederländisch monumentale kunst)
- Malerei und Zeichnen (niederländisch schilderen, tekenen en grafiek)

## Finanzielles
Die Studiengebühr betrug ca. 1350 € pro Studienjahr. Freiwillig war die Einzahlung von 125 € pro Studienjahr in den Schulfonds (eine Gemeinschaftskasse).

## Hochschulpolitik
Einen AStA oder eine vergleichbare Interessenvertretung für Studenten gab es auf der AKI nicht. Für studentische Belange war der Dekan zuständig.

## Internationalität
Ca. 20 % der Studenten stammten nicht aus den Niederlanden.

## Bekannte ehemalige Dozenten
- Joep Bertrams, Karikaturist

## Bekannte ehemalige Studenten
- Ger Dekkers, Fotograf
- Anne Wenzel, Bildhauerin